# (2292) Seili
(2292) Seili (1942 RM) – planetoida z pasa głównego asteroid okrążająca Słońce w ciągu 4,25 lat w średniej odległości 2,62 au. Odkryta 7 września 1942 roku.